# Marakkanam
Marakkanam (o Markanum, Merkanam) è una suddivisione dell'India, classificata come town panchayat, di 19.153 abitanti, situata nel distretto di Viluppuram, nello stato federato del Tamil Nadu. In base al numero di abitanti la città rientra nella classe IV (da 10.000 a 19.999 persone).

## Geografia fisica
La città è situata a 12° 11' 60 N e 79° 57' 0 E e ha un'altitudine di 13 m s.l.m..

## Società

### Evoluzione demografica
Al censimento del 2001 la popolazione di Marakkanam assommava a 19.153 persone, delle quali 9.514 maschi e 9.639 femmine. I bambini di età inferiore o uguale ai sei anni assommavano a 2.399, dei quali 1.187 maschi e 1.212 femmine. Infine, coloro che erano in grado di saper almeno leggere e scrivere erano 11.664, dei quali 6.696 maschi e 4.968 femmine.